# 蘆笛 (作家)
蘆笛，中国作家，童年及青年時代生活於中國大陸， 經歷多次社會動亂後，移居海外。
接受《新史記》訪問时说：
|  | 我最盼望的是未來的中國人再不要重演前人的悲劇，尤其要避免促使社會大倒退的中共革命一類蠢動，否則那麼多苦頭就白吃了。我最覺得重要的是中國知識分子必須學會正確的思維方式。我堅信，愚蠢比邪惡更可怕，中國既往的悲劇，主要是驚人的全民愚昧造成的。 |

|  | 我一怕共產黨，二怕暴民。 |

2010年1月以來，在明鏡出版社連續出版了五本書：《毛澤東與他的近臣和女人》《國共偽造的歷史》《百年蠢動》《野蠻的俄羅斯》和《毛主席用兵真如神？》。
馮勝平認為，蘆笛的思想有三方面的突破：
1. 自絕於黨。對中共歷史文化有深刻的研究和批判。
2. 自絕於民運。蘆笛曾多次批評民運。蘆笛想表達：政治是可以雙贏的，而不是一定要你死我活。
3. 自絕於人民。蘆笛相信，無論是林肯的“民有，民治，民享”，還是毛澤東的“人民，只有人民，才是創造世界歷史的動力”，都是“人類發明的最大謊言”。政府腐敗的根源是人民的腐敗，政府專制的基礎是人民的愚昧。

## 出版作品
直至2011年6月， 共出版書有：
- 蘆笛. . 明鏡出版社. 2010年1月1日  [2014年1月20日]. ISBN 978-962-8744-20-6. （原始内容存档于2014年6月26日）.
- 蘆笛. . 明鏡出版社. 2010年1月1日  [2014年1月20日]. ISBN 978-962-8744-22-0. （原始内容存档于2014年6月26日）.
- 蘆笛. . 明鏡出版社. 2010年7月1日  [2014年1月20日]. ISBN 978-962-8744-49-7. （原始内容存档于2014年6月26日）.
- 蘆笛. . 明鏡出版社. 2010年10月1日  [2014-01-20]. ISBN 978-1-935981-04-6. （原始内容存档于2014-06-26）.
- 蘆笛. . 明鏡出版社. 2011年6月1日  [2014年1月20日]. ISBN 978-1-935981-25-1. （原始内容存档于2014年6月26日）.